# The Big L
"The Big L", skriven av Per Gessle, var den tredje singeln från den svenska popduon Roxettes album Joyride från 1991.

## Listplaceringar
| Lista (1991-1992) | Position |
| ----------------- | -------- |
| Australien        | 20       |
| Frankrike         | 24       |
| Nederländerna     | 15       |
| Nya Zeeland       | 34       |
| Schweiz           | 13       |
| Sverige           | 10       |
| Österrike         | 11       |

### Fotnoter
1. ↑  ”Roxette”. Arkiverad från originalet den 16 oktober 2011. https://web.archive.org/web/20111016201530/http://roxette.se/discography.php?show=release&id=11. Läst 22 maj 2011.
2. ↑  ”Listplacering”. http://australian-charts.com/showitem.asp?interpret=Roxette&titel=The+Big+L%2E&cat=s. Läst 22 maj 2011.
3. ↑  ”Listplacering”. http://lescharts.com/showitem.asp?interpret=Roxette&titel=The+Big+L%2E&cat=s. Läst 22 maj 2011.
4. ↑  ”Listplacering”. http://dutchcharts.nl/showitem.asp?interpret=Roxette&titel=The+Big+L%2E&cat=s. Läst 22 maj 2011.
5. ↑  ”Listplacering”. Arkiverad från originalet den 5 november 2012. https://web.archive.org/web/20121105200511/http://charts.org.nz/showitem.asp?interpret=Roxette&titel=The+Big+L%2E&cat=s. Läst 22 maj 2011.
6. ↑  ”Listplacering”. http://hitparade.ch/showitem.asp?interpret=Roxette&titel=The+Big+L%2E&cat=s. Läst 22 maj 2011.
7. ↑  ”Listplacering”. http://swedishcharts.com/showitem.asp?interpret=Roxette&titel=The+Big+L%2E&cat=s. Läst 22 maj 2011.
8. ↑  ”Listplacering”. http://austriancharts.at/showitem.asp?interpret=Roxette&titel=The+Big+L%2E&cat=s. Läst 22 maj 2011.